# Ungdom i världen
Ungdom i världen är en psalm som använts som inbjudningssång i frikyrkliga och lågkyrkliga gudstjänster. Den består av sex 4-radiga verser diktade av Alexander Leonard Kullgren. Denne använde ofta signaturen L—d, vilket fallet var i Svensk Söndagsskolsångbok 1908. 

## Publicerad som
- Nr 112 i Svensk Söndagsskolsångbok 1908 under rubriken "Inbjudningssånger".
- Nr 47 Lilla Psalmisten 1909 under rubriken "Frälsningen".
- Nr 35 i Samlingstoner 1919, under rubriken "Ungdomssånger".
- Nr 580 i Svenska Missionsförbundets sångbok 1920 under rubriken "Ungdomsmission".
- Nr 124 i Fridstoner 1926 under rubriken "Frälsnings- och helgelsesånger".
- Nr 109 i Svensk söndagsskolsångbok 1929 under rubriken "Inbjudningssånger".
- Nr 595 i Sionstoner 1935 under rubriken "Ungdom".
- Nr 144 i Guds lov 1935 under rubriken "Väckelse och inbjudan".
- Nr 755 i Lova Herren 1988 under rubriken "Barn och ungdom".
- Nr 196 i Sions Sånger 1951
- Nr 280 i Sions Sånger 1981 under rubriken "Ungdom".
- Nr 755 i Lova Herren 1988 under rubriken "Barn och ungdom".